# Tukojirao Holkar III
Tukojirao Holkar III (Indore, 26 novembre 1890 – Parigi, 21 maggio 1978) fu maharaja di Indore dal 1903 al 1926.

## Biografia
Figlio e successore di Shivajirao Holkar che abdicò in suo favore il 31 gennaio 1903 e di Akhand Soubhagyavati Shrimant Maharani Sita Bai Sahib Holkar, Tukojirao Holkar III regnò inizialmente sotto la reggenza di un consiglio.
Ottenne i pieni poteri il 6 novembre 1911 e in quello stesso anno presenziò all'incoronazione di Giorgio V del Regno Unito a Londra. Ottenute le redini del governo, nel febbraio del 1914 fondò l'Ordine al merito di Holkar come massima onorificenza del suo stato e poi l'Ordine di Ahilya Holkar (22 novembre 1920) con l'intento di modernizzare il suo stato e conformarlo agli usi ed ai costumi occidentali, in particolar modo inglesi. Il 1 gennaio 1918 ottenne l'Ordine della Stella d'India, ma abdicò il 26 febbraio 1926 in favore di suo figlio Yashwantrao Holkar II.
Nel 1895 sposò Maharani Shrimant Chandravati Bai Sahib Holkar, nel 1913 sposò Maharani Akhand Soubhagyavati Shrimant AIndira Bai Sahib Holkar e nel 1928 sposò Maharani Akhand Soubhagyavati Shrimant Sharmista Devi Sahib Holkar, una donna americana nata col nome di Nancy Anne Miller. Ebbe in totale un figlio maschio e sei figlie femmine dai suoi matrimoni.
Morì a Parigi il 21 maggio 1978, dove aveva scelto di ritirarsi a seguito prima della rinuncia al trono del figlio ed all'ingresso del suo stato nell'Unione Indiana e poi alla morte dello stesso figlio a Bombay dove la famiglia si era ritirata a vita privata dopo la fine della monarchia.